# Ролен, Виктор
Феликс Виктор Ролен (фр. Victor Felix Raulin; 8 августа 1815, Париж — 10 февраля 1905, Монфокон-д'Аргонн) — французский геолог и ботаник.

## Биография
Был профессором геологии и минералогии в Бордо, вице-секретарём Французского геологического общества. Публиковал статьи в журналах «Bulletin de la Société zoologique», «Comptes rendus de l’Académie des sciences», «Actes de l’Académie de Bordeaux» и др. Составил ряд геологических карт, в том числе «Карту парижского третичного плато» (фр. Carte géognostique du plateau tertiaire Parisien; 1843), известную, в частности, как один из первых примеров применения хромолитографии при печати геологических карт, и геологическую карту департамента Йонна (1855, вместе с Александром Леймари).
Опубликовал учебник «Основы геологии» (фр. Eléments de géologie; 1868), ряд монографий, в том числе «Геологические заметки об Аквитании» (фр. Notes géologiques sur l’Aquitaine; 1859), а также сводные «Плювиометрические наблюдения на юго-западе Франции с 1714 по 1860 годы» (фр. Observations pluviometriques faites dans le sudouest de la France depuis 1714 jusqu'à 1860; 1864). Книга Ролена «Физическое и природное описание острова Крит» (фр. Description physique et naturelle de l'île de Crète; 1859—1861) считается важным вкладом в изучение растительного мира Крита.